# Нарва (линейный корабль, 1714)
Нарва — парусный линейный корабль 3 ранга постройки 1714 года.

## История корабля
Корабль «Нарва» был заложен на верфи Санкт-Петербургского Адмиралтейства 20 (31) июля 1712 года. Постройку корабля вёл корабельный мастер Федосей Моисеевич Скляев. «Нарва» была спущена со стапеля 25 октября (5 ноября) 1714 года.
Участвовал в Северной войне. Командиром «Нарвы» был капитан-командор Эдвард Воган, англичанин, принятый в российский флот в 1714 году.
27 июня (8 июля по н. ст.) 1715 взорвался от удара молнии (загорелся порох в крюйт-камере) и затонул на рейде Кронштадта. Погиб почти весь экипаж, включая командира (по разным источникам, от 300 до 400 человек), спаслось опять-таки по утверждениям разных авторов, 5, 10, 11, 15, 18 или 19 человек.
Остатки корабля были подняты в 1723 году, поскольку мешали проходу судов по фарватеру.

## Конструкция корабля
Корабль имел два дека. Вооружение корабля составляли 60 орудий калибра от 4 до 18 фунтов.

## Командиры
- Воган, Эдвард (1715)